# 南京林业大学
南京林业大学位于江苏省南京市，是一所国家林业和草原局，教育部与江苏省人民政府共建的省属高校，双一流一流学科建设高校，江苏省高水平建设高校。学校前身为中央大学（创建于1902年）森林系和金陵大学（创建于1888年）森林系，1952年合并组建的南京林学院，是当时中国大陆仅有的三所高等林业院校之一。1955年华中农学院林学系（武汉大学、南昌大学和湖北农学院森林系合并组成）并入，1972年更名为南京林产工业学院，1983年恢复南京林学院名称，1985年更名为南京林业大学。

## 校训、校徽、校歌、校庆、校风

### 校训
|  | 诚朴雄伟，树木树人 |

### 校徽
由水杉叶、水杉球果和南林大的英文缩写三部分构成。1992年被采用，由园林学系张世经老师设计。水杉树叶、果的寓意主要是为了纪念首任校长郑万钧。他在四十年代发现并定名第四纪孑遗植物，有"活化石"之称的水杉，被誉为植物界二十世纪最重大的科学发现之一。水杉发现后，栽培遍及大江南北。将水杉绘成校徽，表示让南林后人缅怀、学习郑万钧校长热爱祖国，献身科学与教育的崇高精神。同时也寓意南林的教学、科研、人才培养等工作，根深叶茂，硕果累累。
南京林业大学的校徽在2012年校庆后正式更换，保留水杉叶和南林大的英文缩写，水杉球果更换为学校的老图书馆简图。
 （页面存档备份，存于）

### 校歌
《为了碧水青山》是南京林业大学的校歌。南京林业大学校歌由著名作曲家陶思耀创作，歌词经集体修改，2013年12月31日正式发布。
歌词：
登上那钟山 极目眺望，玄武湖畔你郁郁苍苍，五脉混合源远流长，学统端正四海名扬！
百年南林，绿色的摇篮，你把绿荫洒向四面八方！
碧水青山 钟情向往，林钟声声在耳边回响。诚朴雄伟 树木树人，改革创新 勇于担当！
百年南林，科学的殿堂，你用知识的甘泉把我滋养！
无论我走到什么地方，装点河山不变的志向，忠诚报国 奉献一生，美丽中国书写篇章！
百年南林，生命的导航，我要为你创造新的辉煌！

### 校庆
10月7日。1952年10月7日，前身华东林学院成立。

### 校风
南京林业大学的校风是“团结、朴实、勤奋、进取”。

## 现状

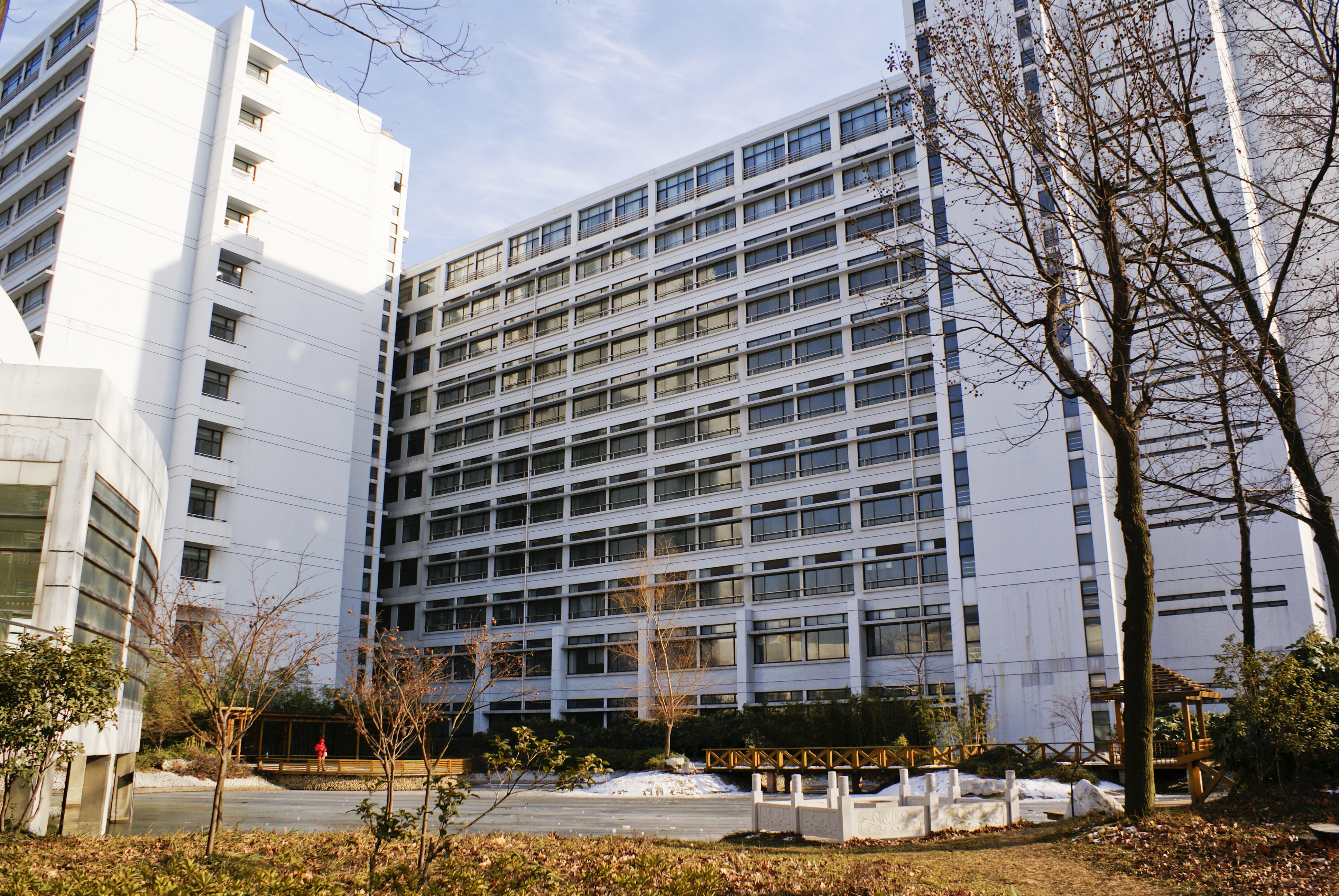
南林教五楼

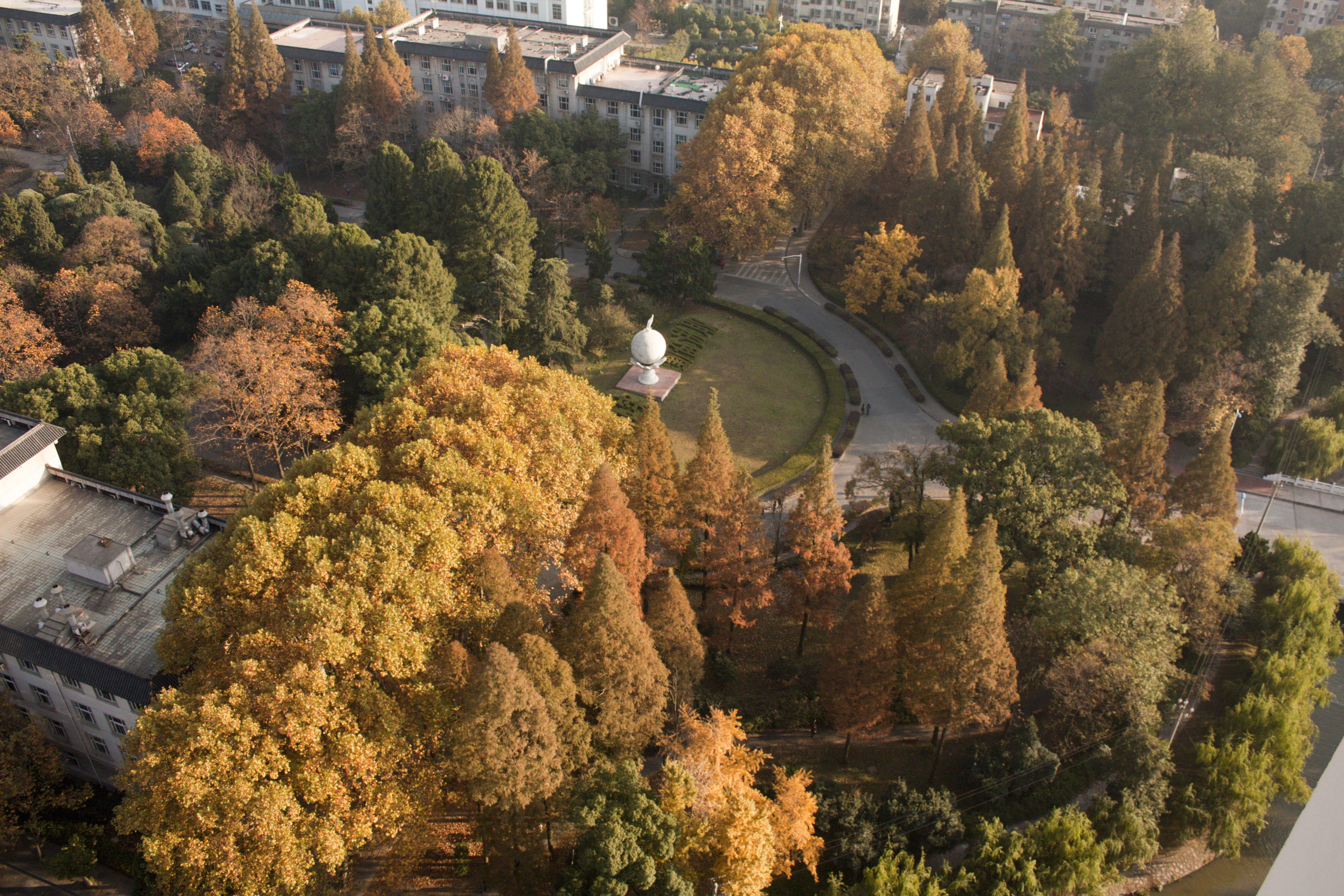
南林秋景

校长为勇强，党委书记为赵茂程。

### 院系设置
学校现有22个院（部）：林学院、生物与环境学院、材料科学与工程学院、化学工程学院、机械电子工程学院、土木工程学院、经济管理学院、人文社会科学学院、信息科学技术学院、风景园林学院、理学院、外国语学院、艺术设计学院、家具与工业设计学院、轻工与食品学院、汽车与交通工程学院、研究生院、应用技术学院、继续教育学院、国际教育学院、体育教育部，及淮安校区。此外下有60个系（部）。 

### 校园
南京校区（新庄校区）于南京市玄武区龙蟠路159号。1955年迁入。东依紫金山，西傍玄武湖。有着美丽的校园风景 （页面存档备份，存于）目前不再招收本科新生。
淮安校区位于江苏省淮安市枚皋东路1号，现占地500亩，学生高考录取分数线低于南京本校区，在淮安校区和南京校区学习期间修满教学计划规定的学分，颁发南京林业大学本科毕业证书，符合学士学位授予条件的，授予南京林业大学学士学位证书。目前采用2+2模式，即大一大二在淮安校区授课，大三大四在南京校区（新庄校区）授课。
白马校区位于南京市溧水区白马镇白马大道58号，规划用地3700多亩，已于2024年投入使用。目前采用1+3模式，即大一在白马校区授课，大二三四在南京校区（新庄校区）授课。

### 竹类研究所
南京林业大学竹类研究所于1984年7月经原国家林业部批准成立。是我国成立最早、研究领域最为齐全的、专门从事竹类植物生物学特性，诸如竹类植物生长规律、竹林培育、竹林生态及竹林生态环境利用、竹类植物多样性、竹材解剖与材性、竹林病虫害防治、竹荪菌培育等的研究机构。

## 其他

### 历史沿革
- 校名

1902年的三江师范学堂（中央大学）和1910年的金陵大学堂（金陵大学）是南京林业大学的两大源头。1915年，金陵大学设立林科，1927年，中央大学设立森林组。
1952年7月，全国高等院校院系调整，南京大学（中央大学）森林系和金陵大学森林系合并，成立华东林学院。同年9月，中央林垦部决定，华东林学院院址设在南京，定名“南京林学院”。此后，南林开始了独立建校历程。1955年，全国进行第二次高等院校院系调整，华中农学院林学系师生调整并入南林，南林的师资规模进一步壮大。1972年，南林为避免学校从城市搬迁到山区之折腾，江苏省革委会批准，南京林学院改名为“南京林产工业学院”，名字由“林”转向“工”。1983年10月，林业部批准，南京林产工业学院校名恢复为“南京林学院”。1985年8月，林业部批准，南京林学院更名为“南京林业大学”。2000年后，南林管理体制（隶属关系）发生变化，办学规模不断扩大。2001年12月，江苏省人民政府同意南京林业大学更名为“南京科技大学”，但至今未得到教育部批准。

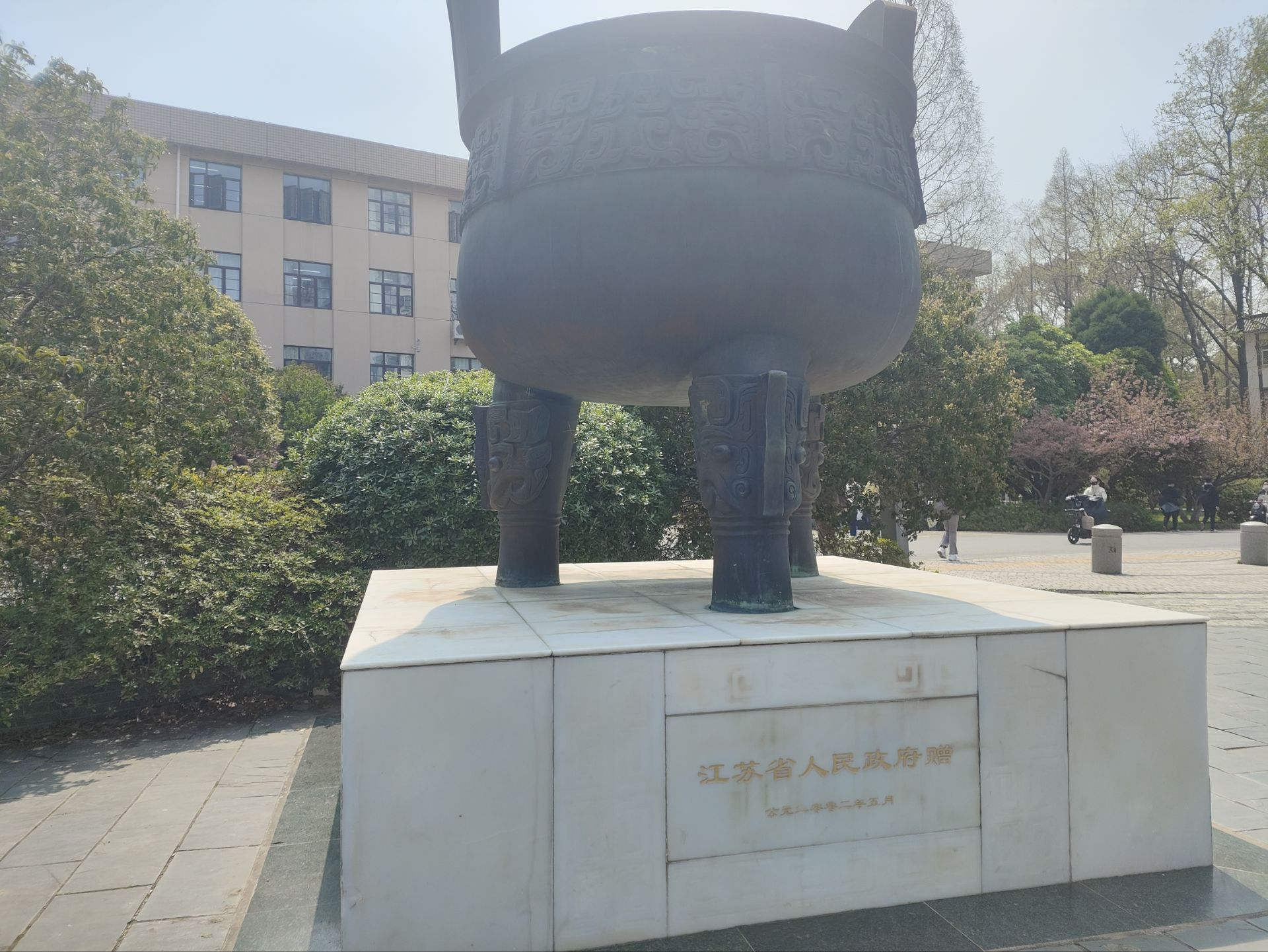
图为“百年鼎” (Note: 为庆祝由国立中央大学演变而来的九所高校一百年校庆，江苏省政府向九所高校分别赠送了一个“百年鼎“。九所高校分别是南京大学、东南大学、南京师范大学、河海大学、南京农业大学、南京工业大学、南京林业大学、江南大学和江苏大学)。现鼎位于南京林业大学新庄校区。

### 重大成就
南林大与八树一花

### 历任领导
- 校长
  - 郑万钧 1956-----1962
  - 王心田 1962-----1968
  - 李力 1973-----1979
  - 马大浦 1979-----1984
  - 王明庥 1984-----1993
  - 赵奇僧 1993-----1997
  - 余世袁 1997-----2010
  - 曹福亮 2010-----2017
  - 王浩 2017-----2022
  - 勇强 2022-----[9]

- 党委书记
  - 朱启銮 1952-----1954
  - 杨致平 1955-----1957
  - 王心田 1958-----1968
  - 李力 1973-----1979
  - 王心田 1979-----1981
  - 朱济凡 1981-----1984
  - 夏承尧 1984-----1993
  - 程志文 1993-----2000
  - 陈景欢 2000-----2010
  - 封超年 2010-----2017
  - 蒋建清 2017-----2022
  - 赵茂程 2022-----[9]